# Antoni Pawluszkiewicz
Antoni Pawluszkiewicz (ur. 3 marca 1863 w Żywcu, zm. 18 września 1908 w Suchej Beskidzkiej) – przedsiębiorca, burmistrz i poseł do austriackiej Rady Państwa.
Ukończył szkołę realną w Żywcu. Do 1883 pracował w różnych tartakach parowych na terenie Żywiecczyzny. Następnie w latach 1883–1885 odbył służbę wojskową - którą zakończył w stopniu sierżanta. Od 1886 pracował w należącym do Habsburgów tartaku w Jabłonkowie. Dzierżawca, a następnie od 1890 właściciel tartaku w Suchej. Burmistrz Suchej Beskidzkiej (1895-1908). Doprowadził do wybudowania siedziby Magistratu (obecnie Biblioteka). Dzięki jego staraniom przeniesiono ze Ślemienia do Suchej Sąd Powiatowy i zbudowano dla niego odpowiedni budynek. Był członkiem rady Szkolnej Miejscowej. Członek Rady Powiatowej w Żywcu (1905-1908).
Poseł do austriackiej Rady Państwa XI kadencji (17 lutego 1907 – 18 września 1908) wybrany w okręgu wyborczym nr 38 (Maków-Jordanów-Sucha-Milówka-Żywiec) Po jego śmierci mandat objął 26 listopada 1908 Edward Krupka. Członek grupy posłów Polskiego Centrum Ludowego skupionych wokół Stanisława Stojałowskiego oraz członek Koła Polskiego w Wiedniu, W październiku 1907 przeszedł do koła posłów Polskiego Stronnictwa Ludowego.
Pochowany na cmentarzu parafialnym w Suchej Beskidzkiej.